# Cesium-120
Cesium-120 of 120Cs is een onstabiele radioactieve isotoop van cesium, een alkalimetaal. De isotoop komt van nature niet op Aarde voor.
Cesium-120 ontstaat onder meer door radioactief verval van barium-120.
{\displaystyle {\ce {{^{120}_{56}Ba}->{^{120}_{55}Cs}+{e^{+}}+{\nu }_{e}}}}

## Radioactief verval
Cesium-120 bezit een halveringstijd van 1,02 minuten. Het vervalt vrijwel volledig (99,95%) door β+-verval naar de radio-isotoop xenon-120:
{\displaystyle {\ce {{^{120}_{55}Cs}->{^{120}_{54}Xe}+{e^{+}}+{\nu }_{e}}}}
De vervalenergie hiervan bedraagt 7,2616 MeV. 
Een klein gedeelte (0,00002%) vervalt tot de radio-isotoop telluur-116:
{\displaystyle {\ce {{^{120}_{55}Cs}->{^{116}_{52}Te}+\alpha +{e^{+}}+{\nu }_{e}}}}
Cesium-120 vervalt voor slechts 7 × 10−6% naar de radioactieve isotoop jodium-119:
{\displaystyle {\ce {{^{120}_{55}Cs}->{^{119}_{53}I}+{p^{+}}+{e^{+}}+{\nu }_{e}}}}
111Cs · 112Cs · 113Cs · 114Cs · 115Cs · 116Cs · 116mCs · 117Cs · 117mCs · 118Cs · 118mCs · 119Cs · 119mCs · 120Cs · 120mCs · 121Cs · 121mCs · 122Cs · 122m1Cs · 122m2Cs · 122m3Cs · 123Cs · 123m1Cs · 123m2Cs · 124Cs · 124mCs · 125Cs · 125mCs · 126Cs · 126m1Cs · 126m2Cs · 127Cs · 127mCs · 128Cs · 129Cs · 130Cs · 130mCs · 131Cs · 132Cs · 133Cs · 134Cs · 134mCs · 135Cs · 135mCs · 136Cs · 136mCs · 137Cs · 138Cs · 138mCs · 139Cs · 140Cs · 141Cs · 142Cs · 143Cs · 144Cs · 144mCs · 145Cs · 146Cs · 147Cs · 148Cs · 149Cs · 150Cs · 151Cs · 152Cs